# Coronel (HSK 10)
Pour les articles homonymes, voir Coronel et HSK.
Le MS Togo est un navire de commerce allemand qui a été lancé en août 1938 pour la compagnie Woermann Line. Il a été réquisitionné par la Kriegsmarine dès 1939 sous le nom de Schiff 14 pour participer à l'invasion de la Norvège en avril 1940.
Il a été reconverti en mouilleur de mines (Sperrbrecher) dans le cadre de la préparation de l'Opération Seelöwe (plan d'invasion de l'Angleterre). Dès juin 1941, il a été transformé en croiseur auxiliaire (Hilfskreuzer) en prenant le nom de Coronel (HSK 10).  Pour la Royal Navy il est connu sous le nom de Raider K. 
Après une tentative infructueuse comme dernier commerce raider allemand en février 1943, il a été utilisé comme dragueur de mines. Fin 1943, il prend le nom de NJL Togo pour devenir un navire-radar (Nachtjagdleitschiff) pour les avions de chasse nocturne en mer Baltique. Il fut le 2e navire-radar de la Kriegsmarine et le seul à survivre à la guerre.
Après la guerre, il connait plusieurs changements de propriétaire, de nom et de fonction avant d'être finalement détruit au large de la côte mexicaine en 1984.

## Durant la guerre
Le MS Togo est lancé pour commercer avec les pays africains. Construit comme cargo, il possède aussi des cabines pour 12 passagers. Au début de la guerre il se trouve à Douala au Cameroun français. Pour éviter d'être capturé puis interné par la marine française, son capitaine d'origine belge, Eugène Rousselet, se réfugie au cours d'une nuit, au Congo belge dans le port de Boma. Le 25 octobre 1939, il brise le blocus allié pour entrer à Hambourg où il est réquisitionné par la Kriegsmarine le 23 novembre 1939.
En avril 1940, il sert de navire de soutien lors de l'Opération Weserübung (invasion de la Norvège) et subit quelques dommages dans un champ de mines semé par le sous-marin britannique HMS Narwhal dans le Cattégat à l'est de Skagen.

Il est réparé et modifié en mouilleur de mines. Basé au port de Cherbourg d'août à novembre 1940, il est prévu pour l'Opération Seelöwe (invasion de l'Angleterre), opération qui n'aura jamais lieu.
Fin 1942, il est reconverti en croiseur auxiliaire au chantier naval Wilton-Fijenoord de Schiedam (Pays-Bas) et rebaptisé Coronel (HSK 10) ou « Schiff 14 ».

Il quitte la Norvège le 31 janvier 1943 avec une grande escorte de mouilleurs de mines et patrouilleurs et tente de sortir dans l'Atlantique par la Manche. Sa présence est détectée par le système ULTRA du renseignement militaire britannique. Il est aussi gêné par les tempêtes et les champs de mines. Il échappe à deux échouages sur les bancs de sable entre Sylt, Dunkerque et Calais. Il réussit à passer les batteries côtières de Douvres mais n'échappe pas aux raids aériens. Il subit des dommages et est contraint de rejoindre le port de Boulogne-sur-Mer. Comme les dommages sont trop graves pour être réparés dans un port français occupé, il est forcé de retourner à Kiel où il arrive le 2 mars 1943. 

Comme il était de coutume pour les raiders allemands (Hilfskreuzer) d'être baptisés par leur capitaine, après avoir atteint la mer, son échec dans la Manche signifiait qu'il ne fut pas officiellement désigné comme Hilfskreuzer Coronel et il est donc resté connu sous le nom de Togo pour le reste de la guerre.
Il reprend son service de dragueur de mines avant d'être reconverti en navire de guidage de chasseurs nocturne en mer Baltique sous le contrôle de la Luftwaffe.

En mars 1944, après les bombardements sur Helsinki, il navigue dans le Golfe de Finlande pour fournir la couverture radar des villes de Tallinn et Helsinski. Il termine la fin de la guerre en servant de transport de troupes lors de l'évacuation de la Pologne, de la province de Prusse-Orientale et de la Poche de Courlande.

## Après-guerre
À la fin de la guerre, le Togo est capturé dans le port de Kiel et transféré au Royaume-Uni au titre des dommages de guerre le 13 août 1945, puis à l'US Navy le 15 janvier 1946 pour le rapatriement des ex-prisonniers polonais. Le 14 mars, il est remis à la Marine royale norvégienne et renommé HNoMS Svalbard. Il sert alors de navire auxiliaire pour transporter les troupes d'occupation de l'Allemagne, sa capacité de passagers étant de 900 passagers. Entre 1947 et 1949, il sert au sein de l'Organisation internationale pour les réfugiés pour le transport des personnes déplacées de l'Europe vers l'Amérique du Nord et l'Australie.
Entre 1954 et 1956, il change plusieurs fois de propriétaire et prend brièvement les noms de MS Tilthom puis MS Stella Marina. Il est ensuite racheté par ses propriétaires d'origine Woermann-Deutsche Afrika en novembre 1956. Remis à neuf, il reprend son nom de Togo et navigue 12 ans en Afrique. À l'introduction du Numéro IMO en 1960 lui est alloué celui de IMO 5363029.
En mars 1968, il est revendu à la compagnie Taboga Enterprises Inc. de Panama et rebaptisé Lacasielle puis cédé à la compagnie panaméenne Caribbean Real Estate SA en 1976 en prenant le nom de Topeka. Il est vendu en 1984 pour démolition mais s'échoue au large de Coatzacoalcos au Mexique le 21 novembre 1984 avec la mort de deux hommes de l'équipage.